# David W. Boyd
David W. Boyd (ca. 1943) é um matemático canadense. Trabalha com aplicações da análise em teoria dos números e geometria bem como com matemática experimental.

Boyd estudou na Universidade Carleton, com bacharelado em 1963, e na Universidade de Toronto, com mestrado em 1964 e doutorado em 1966, orientado por Paul George Rooney.
Recebeu em 1979 o Prêmio Coxeter–James e em 2005 o Prêmio CRM-Fields-PIMS. 

## Obras
- Mahler´s measure and special values of L-functions, Experimental Mathematics, Band 37, 1998, p. 37-82
- Mahler´s measure and invariants of hyperbolic manifolds, in M. A. Bennett (Hrsg.) Number theory for the Millenium, A. K. Peters 2000, p. 127-143
- Mahler´s measure, hyperbolic manifolds and the dilogarithm, Canadian Mathematical Society Notes, 34.2, 2002, 3-4, 26-28 (Jeffery Williams Lecture)
- mit F. Rodriguez Villegas Mahler´s measure and the dilogarithm, Teil 1, Canadian J. Math., Band 54, 2002, p. 468-492